# 남쪽

남쪽을 가리키는 나침반 바늘

남쪽(南쪽)은 북쪽의 반대 방향으로, 동쪽과 서쪽의 사이이다. 북쪽을 0°로 하였을 때 시계방향으로 180° 방향이다.

## 백야
북반구 지역에서는 태양이 동쪽-남쪽-서쪽으로 지나간다. 북반구에서는 남쪽이 가장 태양의 높이가 높고, 거의 정오 시간 때에 머무른다. 하지만, 반대로 남반구에서 여름 백야가 일어날 경우 태양이 동쪽-북쪽-서쪽으로 지나가는데 자정일 때에 태양이 바로 이 남쪽을 지나간다. 남반구 백야의 경우는 자정 무렵에 남쪽의 낮은 높이 하늘을 지나간다. 
| 16방위표 | 16방위표 | 16방위표 | 16방위표 | 16방위표 |
| -------- | -------- | -------- | -------- | -------- |
| 북서     | 북북서   | 북       | 북북동   | 북동     |
| 서북서   | 중       | 중       | 중       | 동북동   |
| 서       | 중       | 중       | 중       | 동       |
| 서남서   | 중       | 중       | 중       | 동남동   |
| 남서     | 남남서   | 남       | 남남동   | 남동     |